# Матчи женской сборной России по волейболу 1996
В 1996 году женская сборная России по волейболу приняла участие в трёх официальных турнирах, проводимых под эгидой ФИВБ и ЕКВ.

## Турниры и матчи

### Европейский олимпийский квалификационный турнир
| 4 января. Бремен (Германия). Россия — Хорватия 3:2 (15:4, 12:15, 3:15, 15:4, 15:6). Предварительный этап |
| --- |

Россия: ??? 

Хорватия: ???
| 5 января. Бремен (Германия). Россия — Нидерланды 3:0 (15:11, 15:3, 15:3). Предварительный этап |
| ---------------------------------------------------------------------------------------------- |

Россия: ??? 

Нидерланды: ???
| 6 января. Бремен (Германия). Россия — Германия 3:0 (15:9, 15:4, 15:5). Предварительный этап |
| ------------------------------------------------------------------------------------------- |

Россия: ???.

Германия: ???.
| 7 января. Бремен (Германия). Россия — Германия 2:3 (15:4, 9:15, 5:15, 15:8, 14:16). Финал |
| ----------------------------------------------------------------------------------------- |

Россия: ??? 

Германия: ???.
Сборная России заняла 2-е место и специальным решением ФИВБ включена в африканский олимпийской квалификационный турнир.

### Африканский олимпийский квалификационный турнир
| 16 марта. Лагос (Нигерия). Россия — Кения 3:0 (15:5, 15:4, 15:1) |
| ---------------------------------------------------------------- |

Россия: ??? 

Кения: ???
| 16 марта. Лагос (Нигерия). Россия — Нигерия 3:0 (15:2, 15:2, 15:1) |
| ------------------------------------------------------------------ |

Россия: ??? 

Нигерия: ???
По итогам турнира Россия получила путёвку на Олимпийские игры 1996.

### Олимпийские игры
| 20 июля. Атланта (США). Россия — Германия 3:0 (15:5, 15:10, 15:7). Предварительный этап. Группа «В» |
| --------------------------------------------------------------------------------------------------- |

Россия: Морозова (3 очка), Панкова (1), Батухтина (1), Ильченко (1), Артамонова (13), Тищенко (6). Выход на замену: Огиенко, Година, Грачёва.

Германия: ???
| 22 июля. Атланта (США). Россия — Канада 3:0 (15:1, 15:7, 15:9). Предварительный этап. Группа «В» |
| ------------------------------------------------------------------------------------------------ |

Россия: Морозова (1), Панкова, Батухтина (10), Ильченко (8), Артамонова (12), Тищенко (1). Выход на замену: Огиенко (1), Грачёва, Соколова.

Канада: ???
| 24 июля. Атланта (США). Россия — Бразилия 0:3 (3:15, 11:15, 13:15). Предварительный этап. Группа «В» |
| --- |

Россия: Морозова (1), Панкова (1), Батухтина (4), Ильченко (4), Артамонова (6), Тищенко (2). Выход на замену: Огиенко (1), Година (1), Меньшова (1).

Бразилия: Марсия Фу, Вирна, Ана Флавия, Фернанда, Ана Мозер, Ана Паула. Выход на замену: Филу.
| 26 июля. Атланта (США). Россия — Перу 3:0 (15:11, 15:8, 15:1). Предварительный этап. Группа «В» |
| ----------------------------------------------------------------------------------------------- |

Россия: Морозова (3), Панкова, Батухтина (4), Ильченко (1), Артамонова (3), Тищенко (3). Выход на замену: Година (3), Меньшова (5), Тимонова, Грачёва, Соколова (5).

Перу: ???
| 28 июля. Атланта (США). Россия — Куба 3:1 (10:15, 15:6, 15:7, 15:8). Предварительный этап. Группа «В» |
| --- |

Россия: Морозова (5), Панкова (1), Батухтина (6), Ильченко (8), Артамонова (8), Тищенко (8). Выход на замену: Огиенко, Меньшова, Грачёва (1).

Куба: ???
| 30 июля. Атланта (США). Россия — Нидерланды 3:1 (10:15, 15:7, 15:9, 15:10). Четвертьфинал |
| ----------------------------------------------------------------------------------------- |

Россия: Огиенко, Батухтина (8), Ильченко (1), Артамонова (10), Тищенко (3), Грачёва. Выход на замену: Морозова (6), Панкова (3), Година (10), Меньшова.

Нидерланды: Бринкман, Бурсма, Маховчак, Версинк, Фледдерус, И.Виссер. Выход на замену: Флёрке, Леферинк, де Йонг.
| 1 августа. Атланта (США). Россия — Китай 1:3 (15:12, 5:15, 8:15, 12:15). Полуфинал |
| ---------------------------------------------------------------------------------- |

Россия: Морозова (5), Панкова (1), Батухтина (2), Ильченко (5), Артамонова (10), Тищенко (4). Выход на замену: Огиенко , Година (1), Меньшова (2), Грачёва.

Китай: Лай Явэнь, Ли Янь, Цуй Юнмэй, Ван И, Хэ Ци, Сунь Юэ. Выход на замену: Ву Юнмэй, Ван Лина.
| 3 августа. Атланта (США). Россия — Бразилия 2:3 (13:15, 15:4, 14:16, 15:8, 13:15). Матч за 3-е место |
| --- |

Россия: Морозова (12), Панкова (2), Батухтина (5), Ильченко (2), Артамонова (7), Тищенко (13). Выход на замену: Огиенко (1), Година (4), Меньшова (6), Грачёва.

Бразилия: Марсия Фу, Вирна, Ана Флавия, Фернанда, Ана Мозер, Ана Паула. Выход на замену: Ида, Лейла, Филу, Фофао.
Проиграв в полуфинале и в матче за 3-е место, сборная России осталась без медалей Олимпиады.

### Гран-при
| 30 августа. Сендай (Япония). Россия — Япония 3:1 (10:15, 15:12, 15:9, 15:11). Предварительный этап. 1-й тур. Группа «А» |
| --- |

Россия: ???.

Япония: ???
| 31 августа. Сендай (Япония). Россия — Куба 1:3 (15:5, 11:15, 10:15, 12:15). Предварительный этап. 1-й тур. Группа «А» |
| --- |

Россия: ???.

Куба: ???
| 1 сентября. Сендай (Япония). Россия — Китай 3:1 (15:13, 3:15, 15:9, 15:12). Предварительный этап. 1-й тур. Группа «А» |
| --- |

Россия: ???.

Китай: ???
| 6 сентября. Осака (Япония). Россия — Япония 3:0 (15:6, 15:5, 15:11). Предварительный этап. 2-й тур. Группа «С» |
| --- |

Россия: ???.

Япония: ???
| 7 сентября. Осака (Япония). Россия — США 0:3 (10:15, 13:15, 13:15). Предварительный этап. 2-й тур. Группа «С» |
| --- |

Россия: ???.

США: ???
| 8 сентября. Осака (Япония). Россия — Бразилия 1:3 (14:16, 16:14, 5:15, 13:15). Предварительный этап. 2-й тур. Группа «С» |
| --- |

Россия: ???.

Бразилия: ???
| 13 сентября. Макао. Россия — Бразилия 1:3 (16:14, 10:15, 7:15, 12:15). Предварительный этап. 3-й тур. Группа «F» |
| --- |

Россия: ???.

Бразилия: ???
| 14 сентября. Макао. Россия — Китай 2:3 (2:15, 8:15, 15:13, 15:13, 11:15). Предварительный этап. 3-й тур. Группа «F» |
| --- |

Россия: ???.

Китай: ???
| 15 сентября. Макао. Россия — Южная Корея 3:0 (17:15, 15:12, 15:10). Предварительный этап. 3-й тур. Группа «F» |
| --- |

Россия: ???.

Южная Корея: ???
| 20 сентября. Гонконг. Россия — США 3:1 (15:13, 12:15, 15:6, 15:10). Предварительный этап. 4-й тур. Группа «Н» |
| --- |

Россия: ???.

США: ???
| 21 сентября. Гонконг. Россия — Китай 3:1 (15:8, 15:9, 16:17, 15:1). Предварительный этап. 4-й тур. Группа «Н» |
| --- |

Россия: ???.

Китай: ???
| 22 сентября. Гонконг. Россия — Нидерланды 3:0 (15:12, 15:12, 15:10). Предварительный этап. 4-й тур. Группа «Н» |
| --- |

Россия: ???.

Нидерланды: ???
| 27 сентября. Шанхай (Китай). Россия — Китай 3:0 (15:5, 15:12, 15:7). Финальный этап |
| ----------------------------------------------------------------------------------- |

Россия: ???.

Китай: ???
| 28 сентября. Шанхай (Китай). Россия — Куба 2:3 (15:13, 15:8, 9:15, 6:15, 15:17). Финальный этап |
| ----------------------------------------------------------------------------------------------- |

Россия: ???.

Куба: ???.
| 29 сентября. Шанхай (Китай). Россия — Бразилия 2:3 (15:13, 15:12, 6:15, 2:15, 14:16). Финальный этап |
| --- |

Россия: ???.

Бразилия: ???.
На предварительном этапе 4-го розыгрыша Гран-при сборная России заняла 4-е место и вышла в финальную стадию турнира. Четыре финалиста играли по круговой системе. Выиграв у хозяек финала сборной Китая и проиграв с одинаковым счёто 2:3 командам Кубы и Бразилии, сборная России стала бронзовым призёром турнира.

## Итоги
Всего на счету сборной России в 1996 году 29 официальных матчей. Из них выиграно 18, проиграно 11. Соотношение партий 68:51. Соперниками россиянок в этих матчах были национальные сборные 14 стран.
| Турнир                               | И  | В | П | С/О   | Место |
| ------------------------------------ | -- | - | - | ----- | ----- |
| Европейская олимпийская квалификация | 4  | 3 | 1 | 11:5  | 2     |
| Африканская олимпийская квалификация | 2  | 2 | 0 | 6:0   | 1     |
| Олимпийские игры                     | 8  | 5 | 3 | 18:11 | 4     |
| Гран-при                             | 15 | 8 | 7 | 33:25 | 3     |

## Состав
В скобках после количество игр указано число матчей, проведённых волейболисткой в стартовом составе.
| №  | Игрок              | Год рождения | Амплуа      | Клуб          | Турниры и игры | Турниры и игры | Турниры и игры | Всего матчей |
| №  | Игрок              | Год рождения | Амплуа      | Клуб          | КОИ            | ОИ             | ГП             | Всего матчей |
| -- | ------------------ | ------------ | ----------- | ------------- | -------------- | -------------- | -------------- | ------------ |
| 1  | Валентина Огиенко  | 1965         | центральная | «Уралочка»    |                | 7 (1)          |                |              |
| 2  | Наталья Морозова   | 1973         | центральная | «Уралочка»    |                | 8 (7)          | ?              |              |
| 3  | Марина Панкова     | 1963         | связующая   | «Уралочка»    |                | 8 (7)          | ?              |              |
| 4  | Елена Батухтина    | 1971         | нападающая  | «Уралочка»    |                | 8 (8)          | ?              |              |
| 5  | Ирина Ильченко     | 1968         | нападающая  | «Галатасарай» |                | 8 (8)          |                |              |
| 6  | Елена Година       | 1977         | нападающая  | «Уралочка»    |                | 6              | ?              |              |
| 7  | Татьяна Меньшова   | 1970         | нападающая  | «Уралочка»    |                | 6              | ?              |              |
| 8  | Евгения Артамонова | 1975         | нападающая  | «Уралочка»    |                | 8 (8)          | ?              |              |
| 9  | Елизавета Тищенко  | 1975         | центральная | «Уралочка»    |                | 8 (8)          | ?              |              |
| 10 | Мария Лихтенштейн  | 1976         | связующая   | «Уралочка»    |                |                | ?              |              |
| 11 | Юлия Тимонова      | 1973         | нападающая  | «Уралочка»    |                | 1              | ?              |              |
| 12 | Татьяна Грачёва    | 1973         | связующая   | «Уралочка»    |                | 7 (1)          | ?              |              |
| 14 | Любовь Соколова    | 1977         | нападающая  | «Уралочка»    |                | 2              | ?              |              |
| 15 | Инесса Емельянова  | 1975         | центральная | «Уралочка»    |                |                | ?              |              |

- Главный тренер — Николай Карполь.
- Тренер — Михаил Омельченко.

## Другие турниры
Кроме официальных соревнований сборная России приняла участие в традиционном международном турнире BVC Volley Cup в Монтрё (Швейцария) и заняла в нём 5-е место. Турнир прошёл с 11 по 16 июня. Результаты сборной России:
Групповой этап — Куба 0:3, Япония 3:0, США 0:3.
Полуфинал за 5-8 места — Швейцария 3:0. Матч за 5-е место — Южная Корея 3:0.